# Rete tranviaria di Horlivka
La rete tranviaria di Gorlovka è la rete tranviaria che serve la città ucraina di Gorlovka.